# Hubbard (hrabstwo Dodge)
Hubbard – miasto w Stanach Zjednoczonych, w stanie Wisconsin, w hrabstwie Dodge.